# Средска (Сербия)
Средска (серб. Средска / Sredska; алб. Sredskë) — село в южной Метохии. Относится к общине Призрен Призренского округа как по административно-территориальному делению автономного края Косово и Метохия (в составе Сербии), так и по административно-территориальному делению частично признанной Республики Косово.

## Общие сведения
Численность населения по данным на 2011 год — 69 человек (из них мужчин — 40, женщин — 29).
Село Средска расположено в исторической области Средска Жупа, является единственным в настоящее время селом в регионе, в котором большинство населения — христиане. Основная часть населения Средской Жупы при этом в настоящее время — представители исламизированной южнославянской этнической группы средчан (жуплян), относящие себя в основном к боснийскому этносу. По данным переписи 2011 года 58 человек указали своей национальностью сербскую, 9 человек отнесли себя к албанцам, 2 — к туркам. В качестве родного языка жители села Средска указали сербский (58 человек), албанский (8 человек) и турецкий (2 человека), другой язык (помимо сербского, боснийского, албанского, турецкого и цыганского) указал 1 человек. Гражданами Косова согласно переписи 2011 года являются все жители села, 58 жителей села Средска — православные, 8 жителей — мусульмане.
Динамика численности населения в селе Средска с 1948 по 2011 годы:
| Численность населения | Численность населения | Численность населения | Численность населения | Численность населения | Численность населения | Численность населения |
| 1948                  | 1953                  | 1961                  | 1971                  | 1981                  | 1991                  | 2011                  |
| --------------------- | --------------------- | --------------------- | --------------------- | --------------------- | --------------------- | --------------------- |
| 1067                  | 1108                  | 955                   | 676                   | 453                   | 206                   | 69                    |

## Географическое положение
Село Средска расположено на северных склонах горного массива Шар-Планина. Ближе всего к селу Средска располагаются средчанские сёла Планяне, Драйчичи и Верхнее Любине, а также албанское село Мушниково. Мушниково находится приблизительно в трёх километрах к востоку, Драйчичи — в двух километрах к юго-востоку, Верхнее Любине — приблизительно в трёх километрах к югу, Планяне — приблизительно в километре к северо-западу.

## Памятники архитектуры
На территории села расположены православные храмы Богородицы, Георгия Победоносца и Николая Чудотворца.